# Lago Colville
El lago Colville (del inglés: Colville Lake) es un lago de Canadá localizado en los Territorios del Noroeste. El lago tiene una superficiede 439 km² (el 100º de Canadá y 20º de Territorios del Noroeste), de los que 416 km² son agua. Se encuentra a una altitud de 245 m y tiene un perímetro de 121 km. El lago se encuentra a unos 100 km al noroeste del Gran Lago del Oso, en la región de Sahtu, en una zona de importantes lagos, al sur del lago Aubry y del lago Maunoir, y al norte del lago Belot y del lago de los Bosques. El lago drena por el río Anderson, cuya boca está en el extremo noroccidental, y que fluye en dirección noroeste hacia el mar de Beaufort, al este del delta del río Mackenzie.
La única comunidad en el lago, Colville Lake, que es una villa de dene sahtus de 126 habitantes, se encuentra en la costa sureste, junto con el Aeropuerto de Colville Lake y Colville Lake Water Aerodrome.